# 8493 Ятібодзу
8493 Ятібодзу (8493 Yachibozu) — астероїд головного поясу, відкритий 30 січня 1990 року.
Тіссеранів параметр щодо Юпітера — 3,460.
Названо на честь Ятібодзу (яп. やちぼうず(谷地坊主) ятібо:дзу).